# Rozhledna Kockrowsberg
Rozhledna Kockrowsberg, německy Aussichtsturm Kockrowsberg, je dřevěná rozhledna a pozorovatelna ptactva nedaleko pravého břehu řeky Spréva (Spree, Sprjewja), resp. vodního kanálu Martin-Kanal, ve východním Německu. Je postavena v polích a mokřadech města Lübben (Spreewald) (dolnolužicky Lubin (Błota)) ve Sprévském lese v zemském okrese Dahme-Sprévský les v Dolní Lužici a ve spolkové zemi Braniborsko. Nachází se také v chráněné oblasti Innerer Oberspreewald.

## Historie a popis
Rozhledna Kockrowsberg je dřevěná, příhradová a zastřešená rozhledna/pozororovatelna ptactva. Má jednu vyhlídkovou plošinu a vnější přístup přes žebřík. Byla postavena asi v roce 2005. Z rozhledny je výhled na Lübbenau/Spreewald a okolí a také je možno pozorovat bohatost místního ptactva a divoké přírody.

## Další informace
Rozhledna je celoročně volně přístupná. Nachází se mimo turistické trasy a je přístupná po polní cestě. V blízkosti je také dřevěná rozhledna Barzlin.

## Galerie

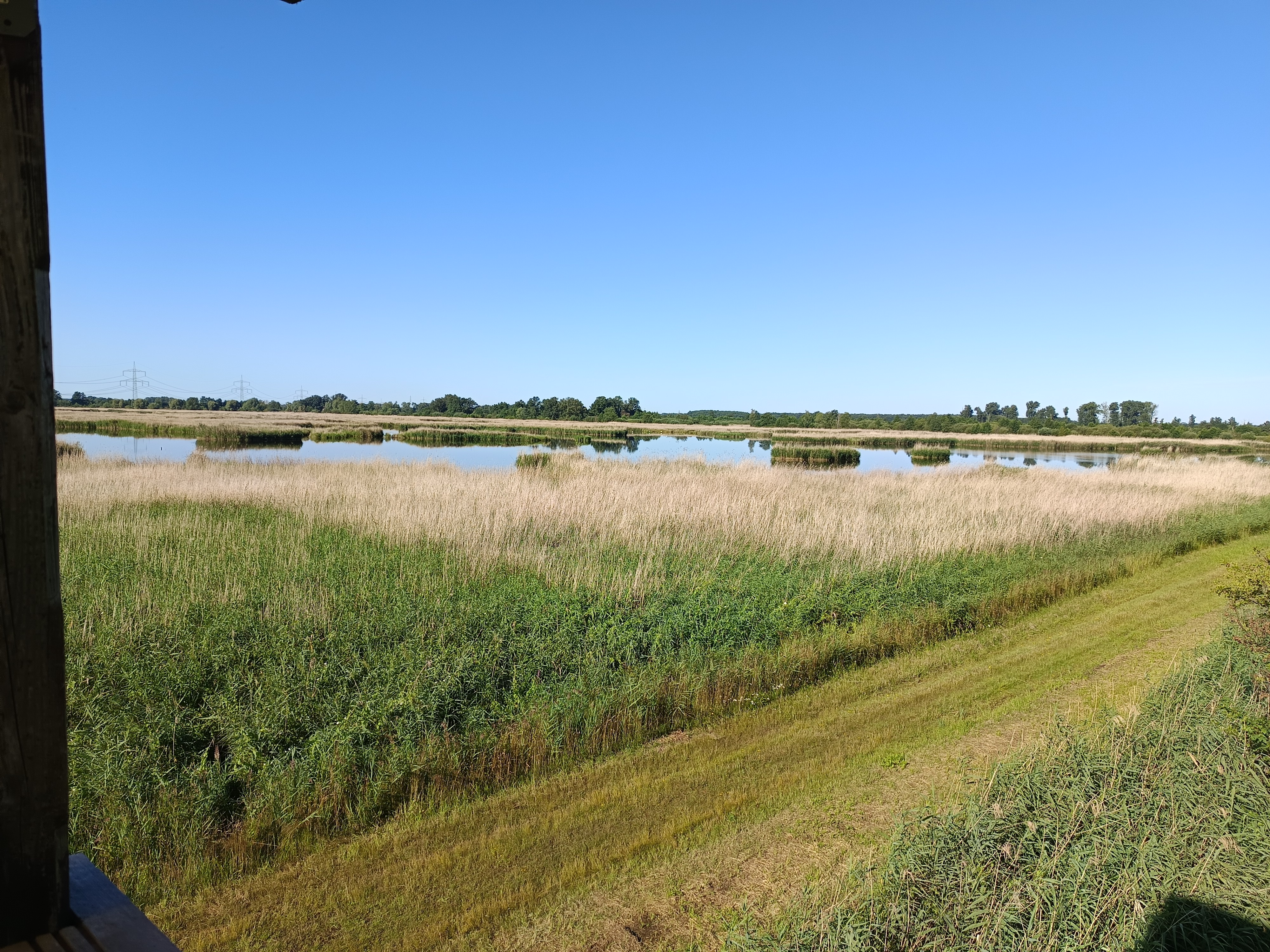
Výhled z rozhledny